# Кычаков, Иван Спиридонович
Кычаков, Иван Спиридонович (1921—1971) — советский писатель, поэт, переводчик, драматург. Автор многочисленных повестей и стихов.

## Биография
Родился в Забайкалье в 1921 году.
После окончания школы проходил службу в армии, затем работал в газете.
В 1948 году издал сборник стихов «Голос в степи».
Скончался И. Кычаков в 1971 году, похоронен в Москве на Кузьминском кладбище.

## Произведения
Произведения (проза):
- «Невский лёд» — повесть о трудном этапе в жизни молодого В. И. Ленина, когда он оказался в четырнадцатимесячном тюремном заключении; о его работе по организации и созданию Российской социал-демократической партии.
- «Три мандарина» — посвящена дореволюционной деятельности Н. Семашко.
- «И снег, и ветер»
- «Волшебная стрела» (о революционере Рудольфе Тольмаце, который был первым директором московского завода «Фрезер»)
- «Тринадцать»
- «Акбузат»
- «…» (Подвиг, № 4, 1969)
- «…» (Искатель, 1969)
- «Мандарины для семнадцатого» (Приложение к журналу «Сельская молодёжь». Том 4)
- «Сквозь грозы», пьеса о Ленине в Шушенском (шедшая на сцене Русского драматического театра)

Произведения (поэзия):
- «Голос в степи» (1948)
- «Весенние зори» (1953)
- «Гонцы весны» (1953)

Переводы:
- Перевёл на русский язык героический «башкирский эпос Урал-батыр»
- Перевйл на русский язык хакасское героическое сказание «Албынжы»